# تشانغ يي
تشانغ يي (بالصينية: 张野) (26 أبريل 1987 بشنيانغ في الصين - ) هو لاعب كرة قدم صيني في مركز الوسط. لعب مع جيجيانغ غرينتاون ونادي شنجن وLiaoning F.C. ‏.

## وصلات خارجية
- تشانغ يي على موقع قاعدة بيانات كرة القدم.إي يو (الإنجليزية)
- تشانغ يي على موقع Soccerway.com (الإنجليزية)